# Carlos Latuff
Carlos Henrique Latuff de Sousa (Rio de Janeiro, 30 de novembro de 1968) é um chargista e ativista político brasileiro.
De origem libanesa e portuguesa, Latuff iniciou sua carreira como ilustrador em 1989, numa pequena agência de propaganda situada no centro do Rio de Janeiro. Tornou-se cartunista depois de publicar sua primeira charge num boletim do Sindicato dos Estivadores, em 1990, e permanece trabalhando para a imprensa sindical até os dias de hoje. Desde 2019 é chargista do portal Brasil 247.
Com o advento da Internet, Latuff deu início ao seu ativismo artístico, produzindo desenhos copyleft para o movimento zapatista. Após uma viagem aos territórios ocupados da Cisjordânia, em 1999, tornou-se um simpatizante da causa palestina, no contexto do conflito israelo-palestino, e, desde então, passou a dedicar boa parte do seu trabalho a esse tema, assumindo uma posição claramente antissionista.
Tem trabalhos espalhados por todo o mundo. É de sua autoria a primeira charge brasileira participante do Concurso Internacional de Caricaturas sobre o Holocausto, evento organizado em 2006 pelo jornal iraniano Hamshahri, em resposta às caricaturas de  Maomé, publicadas pelo Jyllands-Posten da Dinamarca. O Concurso deu lugar a uma exposição de 204 obras vindas de todo o mundo, no Museu de Arte Contemporânea de Teerã. Latuff obteve o segundo lugar, com um desenho que retrata um palestino em desespero diante do muro da Cisjordânia, usando  o uniforme dos prisioneiros de campos de concentração nazistas. No uniforme, aparece o Crescente, um símbolo muçulmano, no lugar da Estrela de David, símbolo do judaísmo e que era usada pelos prisioneiros judeus nos campos.

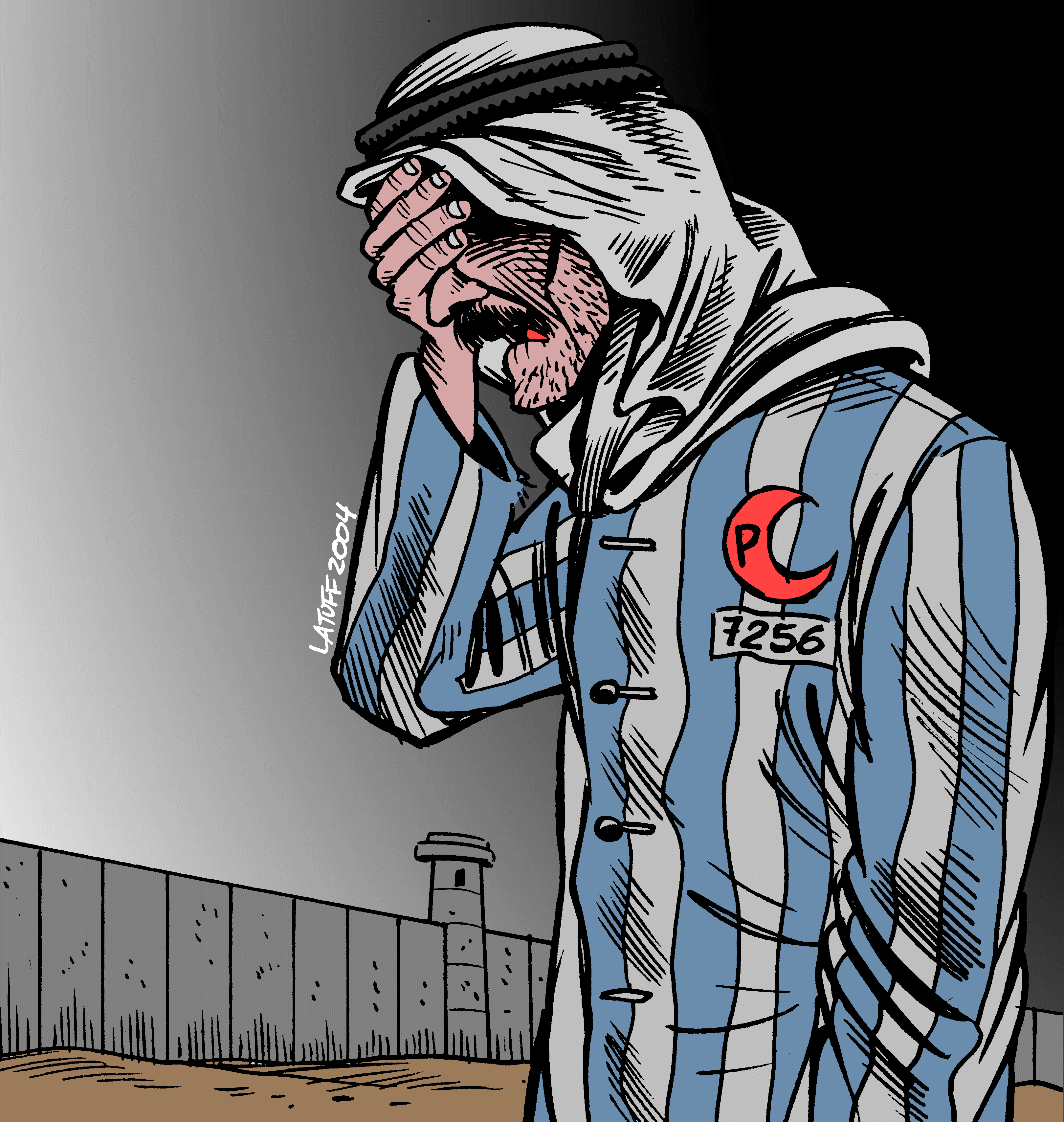
Desenho de Carlos Latuff apresentado no Concurso Internacional de Caricaturas sobre o Holocausto, 2006

Em 2009, Latuff visitou acampamentos da Liga dos Camponeses Pobres (LCP), no estado de Rondônia, a convite do próprio movimento. A convivência com os camponeses o levou a também  produzir charges relacionadas com a questão agrária no Brasil.
As grandes manifestações de protesto de 2011, que se espalharam por todo o mundo árabe - a "Primavera Árabe" -, repercutiram no trabalho de Latuff, que quase diariamente produzia charges sobre eventos associados a esses movimentos. Na época, o Conselho Supremo das Forças Armadas (SCAF) do Egito, a Líbia e a OTAN eram seus temas mais frequentes. Esses trabalhos sobre a "Primavera Árabe" tornaram-se importantes para os povos que viveram  esses acontecimentos, e era comum encontrar reproduções de caricaturas de Latuff em cartazes exibidos por manifestantes nas ruas, dentro e fora do Mundo Árabe, conforme registrado pelos meios de comunicação brasileiros e internacionais. "É um trabalho autoral, mas não se trata  da minha opinião. É preciso que seja útil para os manifestantes, e que eles possam usar aquilo como uma ferramenta," explicou o chargista. "Charge incomoda", resume.

## Controvérsias

### Antissionismo e antissemitismo
Em 2006, Latuff participou do Concurso Internacional de Caricaturas sobre o Holocausto, no Irã - um evento que, segundo seus organizadores, pretendia colocar em questão o duplo padrão, adotado pelo Ocidente, com relação aos limites da liberdade de expressão. O evento foi objeto de fortes críticas por parte de várias figuras públicas, incluindo representantes do Departamento de Estado dos Estados Unidos, o Ministro das Relações Exteriores de Israel, Secretário-geral das Nações Unidas, Kofi Annan e a Liga Antidifamação. Latuff disse que sua participação no concurso "se deu para questionar os dois pesos e duas medidas no Ocidente em relação às charges de Maomé":
"Fazer caricaturas sobre profetas muçulmanos e o Islã é tido como liberdade de expressão, mas caricaturas sobre o Holocausto, que é um fato histórico e não um dogma religioso, é passível de cadeia. Também queria tratar dos holocaustos do dia-a-dia, como o do povo palestino, que vive sob ocupação israelense há décadas (...)".
Em consequência de sua participação no concurso, Latuff também foi objeto de ameaças veiculadas por um site ligado à extrema-direita israelense.
Posteriormente, no contexto da Guerra de Gaza de 2008-2009, o jornal britânico The Guardian também criticou Latuff e outros cartunistas, por fazerem uso de "estereótipos judeofóbicos", em suas caricaturas.
Mais tarde, durante a Guerra de Gaza de 2012, suas charges novamente criticaram a investida militar de Israel contra a Faixa de Gaza. Em virtude do seu notório apoio à causa palestina e por assimilar constantemente os sionistas aos nazistas, Latuff foi classificado, pelo Centro Simon Wiesenthal, não como antissionista mas como antissemita - o terceiro do mundo, segundo o Centro, precedendo até mesmo grupos de hooligans neonazistas europeus.
Em resposta à inclusão do seu nome na lista, Latuff divulgou uma nota, esclarecendo sua posição como antissionista:
"Crítica ou mesmo ataque à entidade política chamada Israel não é ódio aos judeus, porque o governo israelense NÃO representa o povo judeu, assim como nenhum governo representa a totalidade de seu povo. Essa não foi a primeira e nem será a última vez que tal incidente acontece, e por entender que tais acusações são orquestradas por quem apoia a colonização da Palestina, seguirei com minha solidariedade ao povo palestino."
Na ocasião, Latuff também recebeu manifestações de solidariedade, com destaque para a carta aberta do cineasta Sílvio Tendler, intitulada "Antissionistas, sim; antissemitas, não", na qual ele escreve:
"Um centro criado para caçar criminosos nazistas, que perseguiram, mataram, deportaram, torturaram judeus durante a Segunda Guerra, agora é utilizado, de forma equivocada, para embaralhar sionismo com semitismo.